# Усман Дембеле
Масур Усман Дембеле (фр. Masour Ousmane Dembélé; Вернон, 15. мај 1997) француски је професионални фудбалер пореклом из Сенегала и Малија. Тренутно наступа за Пари Сен Жермен и фудбалску репрезентацију Француске на позицији нападача.

## Клупска каријера
Дембеле је професионалну каријеру почео у Рену, у чијем дресу је у марту 2016. постао најмлађи фудбалер Лиге 1 који је постигао десет голова у сезони. Такође, проглашен је за најбољег младог фудбалера француске Лиге 1 за 2016. годину. На крају сезоне прешао је у Борусију из Дортмунда, где је добио награду за најбољег младог фудбалера Немачке Бундеслиге за 2017. годину. У августу 2017. прешао је у Барселону за 105 милиона евра, поставши тако други најскупљи фудбалер свих времена, заједно са Полом Погбом. У избору за награду златни дечак, за најбољег младог фудбалера 2017. године, завршио је други, иза Килијана Мбапеа.

## Највећи успеси

### Борусија Дортмунд
- Куп Немачке (1) : 2016/17.

### Барселона
- Првенство Шпаније (3) : 2017/18, 2018/19, 2022/23.
- Куп Шпаније (2) : 2017/18, 2020/21.
- Суперкуп Шпаније (2) : 2018, 2022/23.

### Пари Сен Жермен
- Првенство Француске (2) : 2023/24, 2024/25.
- Куп Француске (2) : 2023/24, 2024/25.
- Суперкуп Француске (2) : 2023, 2024.
- Лига шампиона (1) : 2024/25.
- УЕФА суперкуп (1) : 2025.
- Светско клупско првенство : финалиста 2025.

### Француска
- Светско првенство (1) : 2018. (финалиста 2022).